# Congrégation de la Visitation de Gand
La congrégation de Notre-Dame de la Visitation de Gand est un institut religieux féminin de l'Église catholique romaine, de droit diocésain, fondé à Gand en 1682. Les religieuses de cette congrégation se dévouent en premier lieu à l'éducation de la jeunesse et à l'assistance aux personnes âgées.

## Historique

### Les origines
Les origines de la congrégation remontent à 1665, lorsque les Flandres sont ravagées par la peste. Trois jeunes femmes pieuses se dévouent aux malades et désirent former une communauté religieuse. Marie van den Bossche est choisie comme « supérieure » et d'autres femmes viennent se joindre à elles. Après la mort de Marie van den Bossche en 1671, Isabelle Stoop prend la direction du groupe. Elle rédige une première règle avec l'aide du père Ignace Gillemans (mort en 1674), en prenant pour modèle la spiritualité de saint François de Sales (canonisé quelques années auparavant en 1665), tout à fait moderne pour l'époque, car elle permettait aux femmes d'avoir une action sociale plus étendue. Le groupe s'enthousiasme à la lecture de la vie et de l'œuvre de saint François de Sales, apôtre du Chablais, et fondateur de l'ordre de la Visitation. La congrégation est reconnue officiellement par les autorités civiles de Gand, le 30 avril 1682.
Les religieuses se vouent à l'éducation enfantine des classes pauvres. Après la mort d'Isabelle Stoop, la communauté ouvre une école de filles (l'école de Sales) qui accueille une quarantaine d'élèves, ainsi qu'une écoles pour fillettes pauvres dans une ancienne brasserie pour une cinquantaine d'élèves. 
Ces écoles sont fermées par les autorités révolutionnaires françaises en 1798. Les religieuses trouvent donc asile dans le grand béguinage. Elles obtiennent l'autorisation du bourgmestre en 1805 de s'occuper d'un orphelinat à la Onderstraat. Elles sont nommées dans les documents officiels pour la première fois « filles de la Visitation de Saint François de Sales ». Elles commencent alors une véritable vie communautaire et sont une trentaine, mais n'évoquent pas les termes de couvent ou de cloître, mais ceux de famille ou de communauté.

### Une congrégation de droit diocésain

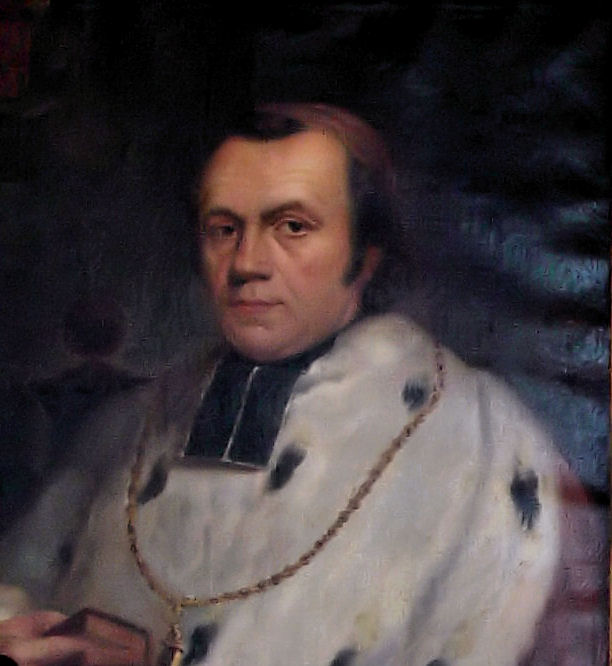
Portrait du chanoine Bracq

La Belgique accède à l'indépendance en 1830, permettant aux catholiques de jouir de leurs pleins droits. Les religieuses achètent en 1832 une maison à côté de l'orphelinat et y fondent leur propre école. Elles choisissent l'abbé Henri Bracq, jeune prêtre diocésain, comme directeur spirituel, en 1835n et ils les aident à faire reconnaître leur communauté comme congrégation de droit diocésain. Il rédige les constitutions et s'inspirant de l'esprit salésien et la congrégation est approuvée en 1836. Les constitutions imposent la clôture et des grands exercices spirituels annuels et l'éducation des jeunes filles comme but vocationnel. Dès lors les religieuses - qui ne sont alors qu'une trentaine - commencent à essaimer dans de nouvelles fondations. Leurs constitutions restent inchangées, jusqu'au milieu du XXe siècle.
Henri Bracq est nommé évêque de Gand en 1864, mais l'orphelinat vient d'être fermé par les autorités civiles, aussi décide-t-il d'impliquer les religieuses dans l'administration d'un asile de vieillards en 1872. Dès lors la congrégation se voue, en plus de l'enseignement, à l'assistance aux personnes âgées.

### Une congrégation missionnaire
La congrégation est suffisamment stable et nombreuse à la fin du XIXe siècle pour s'ouvrir à l'extérieur du diocèse. Elle fonde d'abord une maison en Angleterre en 1889, puis d'autres. Elles répondent en 1957 à l'encyclique de Pie XII Fidei Donum, en fondant un établissement dans l'actuel Ruanda. La congrégation africaine (1981) de la Visitation de Gand en est issue.

### Aujourd'hui
La Visitation de Gand est aujourd'hui partagée en deux congrégations indépendantes, mais liées par un héritage commun: la congrégation belge (aujourd'hui néerlandophone), et la congrégation africaine, toutes les deux de droit diocésain. La première comprend environ quatre-vingts religieuses qui sont engagées, en plus de leurs œuvres d'éducation et d'assistance aux personnes âgées, dans plusieurs actions caritatives et d'administration paroissiale.

## Source
- (de) Cet article est partiellement ou en totalité issu de l’article de Wikipédia en allemand intitulé « Heimsuchung von Gent » (voir la liste des auteurs).